# Liste der Bodendenkmäler in Kronburg
Auf dieser Seite sind die Bodendenkmäler in der schwäbischen Gemeinde Kronburg zusammengestellt. Diese Tabelle ist eine Teilliste der Liste der Bodendenkmäler in Bayern. Grundlage ist die Bayerische Denkmalliste, die auf Basis des Bayerischen Denkmalschutzgesetzes vom 1. Oktober 1973 erstmals erstellt wurde und seither durch das Bayerische Landesamt für Denkmalpflege geführt wird. Die folgenden Angaben ersetzen nicht die rechtsverbindliche Auskunft der Denkmalschutzbehörde.

## Bodendenkmäler in Kronburg
| Lage                                                                  | Objekt | Akten-Nr.     | Bild |
| --------------------------------------------------------------------- | --- | ------------- | ---- |
| Kronburg-Greuth, Greuth 11 (Standort)                                 | Burgstall des Mittelalters. | D-7-8026-0018 |      |
| Kronburg (im Schluchtwald) (Standort)                                 | Abschnittsbefestigung vor- und frühgeschichtlicher Zeitstellung.                                                                   | D-7-8026-0019 |      |
| Kronburg (im Schluchtwald) (Standort)                                 | Abschnittsbefestigung vor- und frühgeschichtlicher Zeitstellung.                                                                   | D-7-8026-0020 |      |
| Kronburg (im Schluchtwald) (Standort)                                 | Burgstall des Mittelalters. | D-7-8026-0021 |      |
| Kronburg, Burgstraße 1 (Standort)                                     | Mittelalterliche und frühneuzeitliche Befunde im Bereich der mittelalterlichen Burg und des neuzeitlichen Schlosses von Kronburg.  | D-7-8026-0022 |      |
| Kronburg-Illerbeuren, Kronburger Straße 2a (Standort)                 | Gräber der Merowingerzeit. | D-7-8026-0027 |      |
| Kronburg-Kardorf, Kath. Filialkirche St. Nikolaus (Standort)          | Mittelalterliche und frühneuzeitliche Befunde im Bereich der Kath. Filialkirche St. Nikolaus in Kardorf und ihrer Vorgängerbauten. | D-7-8026-0032 |      |
| Kronburg-Illerbeuren, Kath. Pfarrkirche Mariä Himmelfahrt (Standort)  | Mittelalterliche und frühneuzeitliche Befunde im Bereich der Kath. Pfarrkirche Mariä Himmelfahrt in Illerbeuren.                   | D-7-8026-0036 |      |
| Kronburg, Kath. Filialkirche zur Hl. Dreifaltigkeit (Standort)        | Mittelalterliche und frühneuzeitliche Befunde im Bereich der Kath. Filialkirche zur Hl. Dreifaltigkeit in Kronburg.                | D-7-8026-0049 |      |
| Kronburg (Standort)                                                   | Schlagplatz des Neolithikums. | D-7-8027-0011 |      |
| Kronburg-Heißenschwende, am Weg von Kronburg nach Schachen (Standort) | Grabhügel vorgeschichtlicher Zeitstellung.                                                                                         | D-7-8027-0051 |      |
| Kronburg, zw. Unterbinnwang u. Oberbinnwang an der Iller (Standort)   | Burgstall des Mittelalters. | D-7-8126-0016 |      |
| Kronburg-Hackenbach (Standort)                                        | Burgstall des Mittelalters. | D-7-8126-0017 |      |
| Kronburg-Westerau (Standort)                                          | Burgstall des Mittelalters. | D-7-8126-0018 |      |
| Kronburg-Unterbinnwang (Standort)                                     | Mittelalterliche und frühneuzeitliche Befunde im Bereich der abgegangenen Hängenmühle.                                             | D-7-8126-0020 |      |
| Kronburg-Unterbinnwang, Hohenrain Süd (Standort)                      | Siedlung der Bronze- und Hallstattzeit und Burgstall des Mittelalters.                                                             | D-7-8127-0002 |      |
| Kronburg-Unterbinnwang, Hohenrain Nord (Standort)                     | Burgstall des Mittelalters. | D-7-8127-0003 |      |
| Kronburg-Westerau (Standort)                                          | Grabenwerk vor- und frühgeschichtlicher Zeitstellung.                                                                              | D-7-8127-0004 |      |
| Kronburg-Westerau (Standort)                                          | Befestigung vor- und frühgeschichtlicher Zeitstellung oder Burgstall des Mittelalters.                                             | D-7-8127-0021 |      |